# Олга Романовская
Олга Сергеевна Романовская (на украински: О́льга Сергі́ївна Романо́вська) е украинска певица, модел, телевизионен водещ и дизайнер.

## Биография
Олга Романовская е родена на 22 януари 1986 г. в Николаев, УССР. През 2006 г. постъпва във Факултета по изкуства и занаяти на Националния университет на Киев по културата и изкуствата. Участва във фотосесии като модел, за да плаща следването си. В началото на 2006 г. групата ВИА Гра се разделя с Надежда Грановская, която отказва да участва повече в проекта. Прави се кастинг за неин заместник и Олга Романовская решава да участва. За голяма нейна изненада, тя е тази, която е избрана, но по някаква причина, свободното място бива заето от Кристина Гоц-Хотлиб - „Мис Киев“ през 2003 г. След три месеца продуцентите решават, че не е уместно, и дават шанс на Олга. Тя официално става част от групата на 10 април 2006 г. Олга става много популярна като нова солистка на групата.
През март 2007 г. Олга обявява бременността си и напуска групата. Последната ѝ поява с ВИА Гра е на 16 април. В края на април същата година тя се омъжва за бизнесмена Андрей Романовски и в началото на септември ражда момче на име Макс.
През април 2016 г. е водеща на „Ревизоро“ по телевизия Пятница!.

## Дискография

### Соло

#### Албуми
- „Держи меня крепче“ (2015)

#### EP
- „Хлопушка – Громкая музыка“ (2015)

#### Сингли
- „Колыбельная“ (2007)
- „Старая сказка“ (2008)
- „Достучаться до неба“ (2011)
- „Музыка“ (2013)
- „Тайная любовь“ (2014)
- „Красивые слова“ (2014)
- „Стреляй“ (2014)
- „Отпусти“ (2015)
- „Держи меня крепче“ (2015)
- „Мало малины“ (2016) (съвместно с Дан Балан)

### ВИА Гра

#### Албуми
- „L.M.L.“ (2007)

#### Сингли
- „Л.М.Л.“ (2006)
- „L.M.L.“ (2006)
- „Цветок и нож“ (2006)

## Класации
| Година | Заглавие                                 | Класация                         | Класация                           | Класация                         | Класация                           | Албум               |
| Година | Заглавие                                 | Русия и ОНД (Tophit Общ Топ-100) | Украйна (Tophit Украински Топ-100) | Украйна (Tophit Киевски Топ-100) | Радиокласация по заявка TopHit 100 | Албум               |
| ------ | ---------------------------------------- | -------------------------------- | ---------------------------------- | -------------------------------- | ---------------------------------- | ------------------- |
| 2007   | „Колыбельная“                            | 307                              | —                                  | —                                | 285                                | –                   |
| 2015   | „Красивые слова“                         | 276                              | 71                                 | 33                               | 310                                | „Держи меня крепче“ |
| 2015   | „Держи меня крепче“                      | 153                              | 33                                 | 69                               | 227                                | „Держи меня крепче“ |
| 2016   | „Мало малины“ (с участието на Дан Балан) | 172                              | 42                                 | 82                               | 19                                 | „Держи меня крепче“ |

- „—“ показва, че песента не попада в класацията
- „Tophit Украински Топ-100“ и „Tophit Руски Топ-100“ са основани през 2011 г.

## Видеография
| Година                      | Клип                                     | Режисьор             | Албум               |
| ВИА Гра                     | ВИА Гра                                  | ВИА Гра              | ВИА Гра             |
| --------------------------- | ---------------------------------------- | -------------------- | ------------------- |
| 2006                        | „Л.М.Л.“ / „L.M.L.“                      | Алан Бадоев          | „L.M.L.“            |
| 2006                        | „Цветок и нож“                           | Алан Бадоев          | „Поцелуи“           |
| Соло                        |                                          |                      |                     |
| 2007                        | „Колыбельная“                            | Семьон Горов         | N/A                 |
| 2014                        | „Тайная любовь“                          | Кирил Кузин          | „Держи меня крепче“ |
| 2014                        | „Музыка“                                 | Виктор Масляев       | „Держи меня крепче“ |
| 2015                        | „Красивые слова“                         | Евгений Тимохин      | „Держи меня крепче“ |
| 2015                        | „Держи меня крепче“                      | Евгений Тимохин      | „Держи меня крепче“ |
| 2016                        | „Мало малины“ (с участието на Дан Балан) | Александър Тихомиров | „Держи меня крепче“ |
| Участие с други изпълнители |                                          |                      |                     |
| 2006                        | „Без суеты“(Валерий Меладзе)             | Семьон Горов         | „Вопреки“           |